# 30-as busz (Veszprém)
A veszprémi 30-as jelzésű autóbusz a Vasútállomás és Jutaspuszta közti kapcsolatot biztosította a 2008. évi járatrendezésig.

## Története
2006. június 16-tól 2008. június 15-ig közlekedett olyan időszakokban, amikor a 9-es busz nem járt, a vasútállomáson végállomásozó vonalak ráhordójaként. Megszűnése után több 9-es busz indult, ezzel egész napos lefedettséget biztosítva Jutaspuszta és a Belváros között.

## Útvonala
| Vasútállomás felé                                                               | Jutas lakótelep felé                                                            |
| ------------------------------------------------------------------------------- | ------------------------------------------------------------------------------- |
| Jutas lakótelep vá. – Kisréti utca – Házgyári út – Jutasi út – Vasútállomás vá. | Vasútállomás vá. – Jutasi út – Házgyári út – Kisréti utca – Jutas lakótelep vá. |

## Megállóhelyei
| 0 | Jutas lakótelep végállomás | 4 | 9, 35                       |
| 2 | Kisréti utca               | 2 | 9, 35                       |
| 4 | Vasútállomás végállomás    | 0 | 1, 2, 4, 11 Helyközi buszok |

## Külső hivatkozások
- A 30-as menetrendje D-É irányban a Balaton Volán Zrt. honlapján
- A 30-as menetrendje É-D irányban a Balaton Volán Zrt. honlapján